# Gold Digger (카니예 웨스트의 노래)
Gold Digger는 미국의 랩 가수 카니예 웨스트의 노래이다. Late Registration에 수록되어 있는 이 곡은 제이미 폭스가 피쳐링 했으며, 빌보드 핫 100차트에서는 10주 동안 1위를 했던 곡이다.